# Assad Wasfi
Assad Wasfi Al-Hanini (Amán; 29 de mayo de 1994) es un boxeador olímpico palestino jordano, artista marcial mezclado, productor y artista musical, que es un luchador anterior de la DFC y del Campeonato de Guerreros de la Jaula.

## Carrera de artes marcial mixta profesional
Campeonato de Fuerza del desierto (2010@–2014)
Debutando en agosto de 2010, Assad Al Hanini luchó en Campeonato de Fuerza del Desierto primer acontecimiento en Amán, su ciudad natal, Jordania.
En mayo de 2011 en Fuerza de Desierto 2 Assad ganó su segunda lucha consecutiva por manera de TKO. No demasiado mucho tiempo después que  tenga su tercer bout en junio en NOCHE de LUCHA de Guerreros de Jaula 1.